# فرانک فرکوترن
فرانک فرکوترن (به انگلیسی: Frank Vercauteren) بازیکن فوتبال اهل بلژیک و عضو تیم ملی فوتبال بلژیک است که در تاریخ ۱۶ نوامبر ۱۹۷۷ میلادی اولین بازی ملی‌اش را مقابل تیم ملی فوتبال ایرلند شمالی انجام داد. او در ۵۳ بازی ملی حضور داشت و جمعاً ۵۰۹۰ دقیقه برای تیم ملی فوتبال بلژیک به میدان رفت. فرانک فرکوترن آخرین بازی ملی خود را در تاریخ ۱۲ اکتبر ۱۹۸۸ میلادی در برابر تیم ملی فوتبال برزیل انجام داد. وی در بازی‌های ملی‌اش ۹ گل به ثمر رساند.